# Зграда Гимназије „Урош Предић”
Зграда Гимназије „Урош Предић” се налази у Панчеву, подигнута је 1888. године и представља непокретно културно добро као споменик културе.
Као прва и једина панчевачка гимназија већ више од сто година даје значајан допринос развоју културе и образовања у овој средини. Међу њеним ђацима били су Урош Предић, Михајло Пупин, а једно време у њој је као професор службовао Милош Црњански. Зграда гимназије се састоји од два објекта - зграде гимназије и зграде фискултурне сале, која је њен саставни део. 

## Зграда гимназије
Зграда гимназије је спратна грађевина и састоји се од три истурена блока повезана у дубини подужим делом. Зидана је опеком, са сводном конструкцијом у ходницима и архитравном у осталим просторијама. Дрвена кровна конструкција има декоративне избачене тавњаче. Главна улична фасада хоризонтално је рашчлањена соклом, подпрозорним и надпрозорним венцима и венцом између приземља и спрата, који је најизраженији. У погледу стилских карактеристика, у основној концепцији и декоративној обради, поседује елементе класицизма. 

## Зграда фискултурне сале
Зграда фискултурне сале је правоугаоне основе, зидане у опеци, са двоводним кровом, једноставних фасада, без декорације. Поред архитектонских вредности изражених у стилским карактеристикама и доследно спроведеној просторној организацији, подређеној јасно дефинисаној намени, споменик културе има и изузетне културно-историјске вредности. 